# Jan Piotr Szturmowski

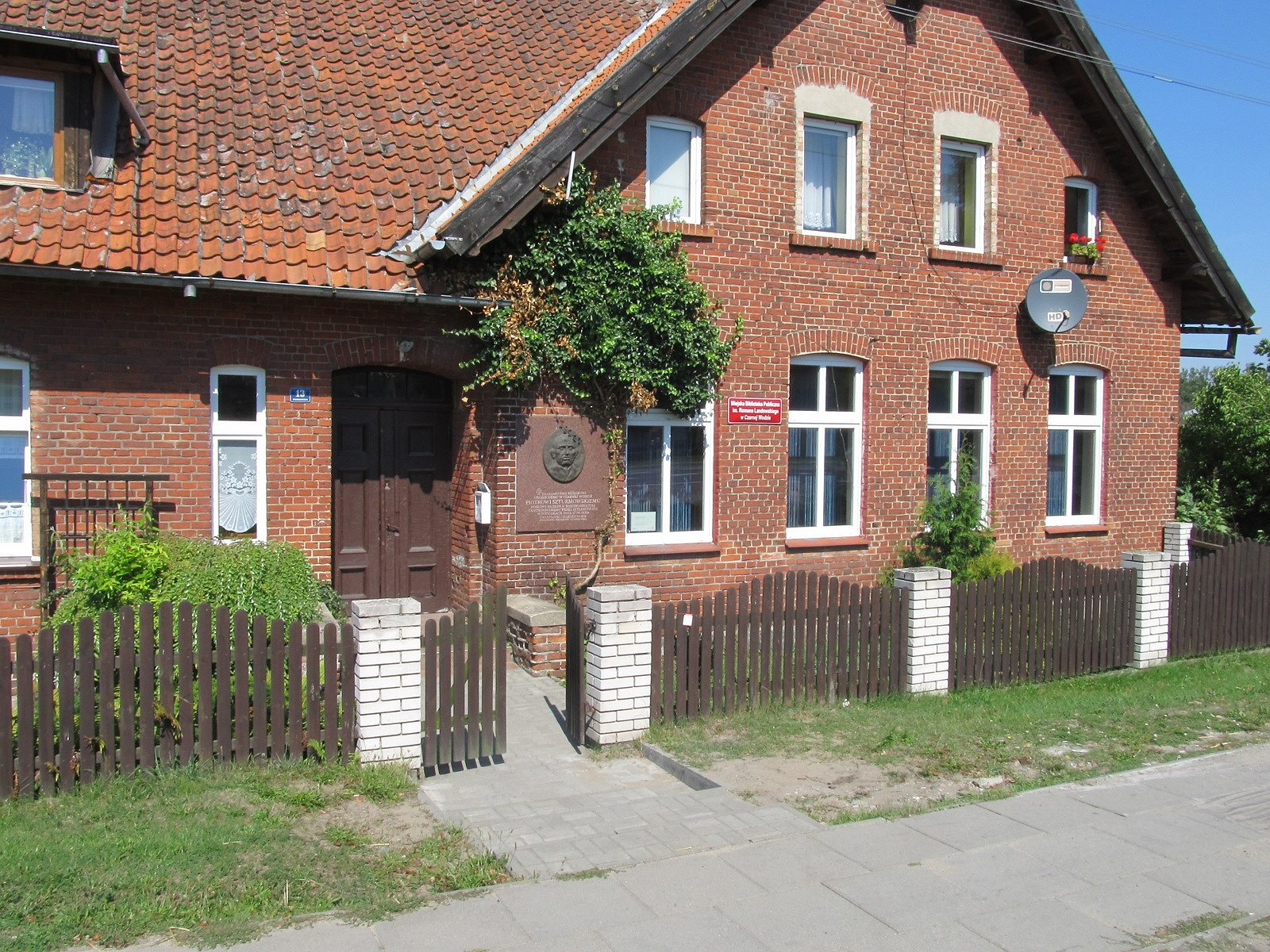
Biblioteka Miejska

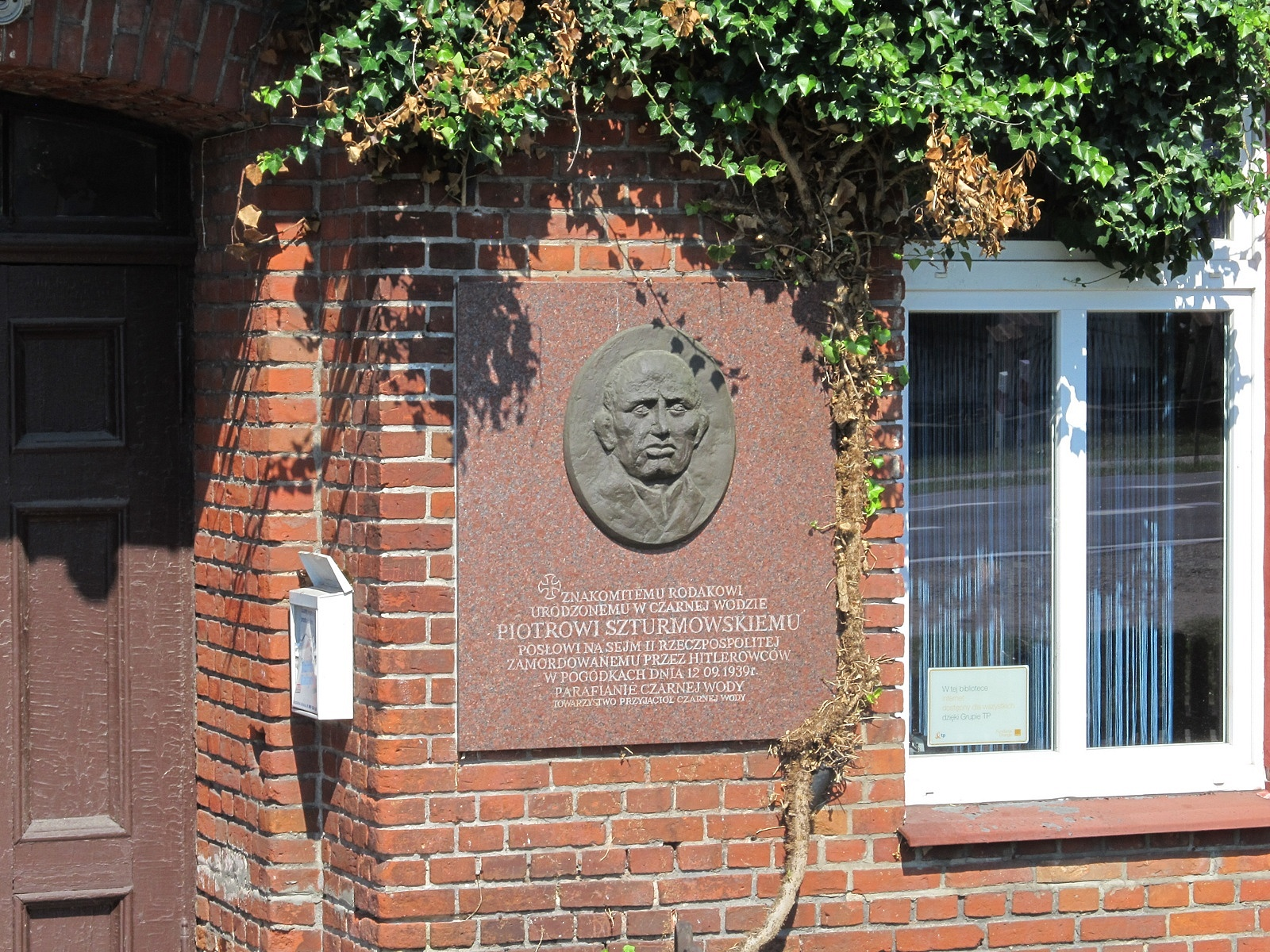
Tablica pamiątkowa na Bibliotece Miejskiej

Jan Piotr Szturmowski (ur. 22 lutego 1887 w Czarnej Wodzie, zm. 12 września 1939 w Pogódkach) – polski rolnik, polityk i działacz społeczny, poseł na Sejm I, II i III kadencji w II RP z ramienia Związku Ludowo-Narodowego oraz Stronnictwa Narodowego.

## Życiorys
Ukończył niemiecką szkołę ludową w Czarnej Wodzie. Już jako szesnastoletni chłopiec działał w legalnym Towarzystwie Oświaty Ludowej. Udzielał się również społecznie w miejscowym kółku rolniczym. Odbył służbę wojskową w armii niemieckiej, służąc w 163. pułku piechoty, gdzie uzyskał stopień podoficera aspiranta. Mieszkał w Tomaszowie k. Pogódek na 13 hektarowym gospodarstwie rolnym. Został wybrany sołtysem oraz członkiem Sejmiku Powiatowego w Kościerzynie. Należał do Towarzystwa Oświaty Ludowej i Kółka Rolniczego w Pogódkach. Po wybuchu I wojny światowej został zmobilizowany i skierowany na front. Służył jako sanitariusz na froncie wschodnim, a potem we Francji.
Po powrocie z wojny, założył Koło Związku Ludowo-Narodowego w Pogódkach i został jego prezesem. 5 listopada 1922 roku, z ramienia Związku Ludowo-Narodowego został wybrany posłem na Sejm RP w okręgu wyborczym nr 29, obejmującym powiaty: Tczew, Starogard, Gniew, Kościerzyna, Kartuzy, Wejherowo i Puck. Funkcję posła sprawował do 1935 roku, pracując w Komisji Rolnictwa.
Po agresji III Rzeszy na Polskę i okupacji Pogódek przez Wehrmacht 12 września 1939 został aresztowany przez Niemców i przewieziony na posterunek Policji w Pogódkach, gdzie został skatowany i po wywiezieniu do lasu koło wsi Kobyle, rozstrzelany. Po wojnie jego zwłoki zostały ekshumowane i pochowane na cmentarzu w Pogódkach.

## Rodzina
Był synem Walentego i Anny z Łęgowskich. Miał pięcioro rodzeństwa. W 1912 roku ożenił się z Melanią Szczodrowską.

## Upamiętnienie
W 1996 roku jednej z ulic w Czarnej Wodzie nadano imię Piotra Szturmowskiego. Również Biblioteka Miejska w Czarnej Wodzie otrzymała jego imię. 3 maja 1997 r. został Patronem Publicznej Szkoły Podstawowej w Pogódkach.